# Anais Administrativos e Económicos
Anais Administrativos e Económicos sucedem a primeira publicação da Câmara Municipal de Lisboa  intitulada Synopse dos principais actos administrativos. Teve uma existência curta, apenas 2 números, que vieram a lume em 1855. Em ambas publicações, é evidente a intenção de maior aproximação aos munícipes tentando alicia-los quanto ao conhecimento compreensão e atualização dos assuntos administrativos da C.M.L. O seu conteúdo é maioritariamente composto por ofícios, cartas, deliberações, portarias e documentos oficiais.